# جانگسان (بوسان)
جانگسان (به لاتین: Jangsan) یک کوه است که در کره جنوبی واقع شده‌است. جانگسان ۶۳۴ متر بالاتر از سطح دریا واقع شده‌است.